# Greatest Hitz
Greatest Hitz (englisch für „Größte Hits“) ist ein Best-of-Album der US-amerikanischen Nu-Metal-Band Limp Bizkit. Es wurde am 8. November 2005 über die Labels Geffen Records und Flip Records veröffentlicht.

## Inhalt
Die auf dem Album enthaltenen Lieder sind zum Großteil zuvor veröffentlichte Singles aus den vier bis zu diesem Zeitpunkt erschienenen Studioalben Three Dollar Bill, Yall$ (zwei Lieder), Significant Other (vier Songs), Chocolate Starfish and the Hot Dog Flavored Water (fünf Tracks) und Results May Vary (drei Stücke). Lediglich die Titel Why, Lean on Me und Home Sweet Home / Bittersweet Symphony sind Neuveröffentlichungen.
Der einzige Gastbeitrag auf dem Album stammt von dem Rapper Method Man, der im Lied N 2 Gether Now zu hören ist.

## Produktion
Das gesamte Album wurde von Fred Durst, dem Frontmann der Band, in Zusammenarbeit mit Liam Ward produziert.

## Covergestaltung
Das Albumcover ist recht schlicht gehalten. Es zeigt einen rosa Kreis, der eine, einem Schlüsselloch ähnelnde, Öffnung enthält. Am oberen Rand des Bildes befindet sich der Bandname limpbizkit in Grau und unten im Bild der Titel Greatest Hitz in Schwarz. Der Hintergrund ist weiß gehalten.

## Titelliste
| #  | Titel                                  | Länge | Album                                             |
| -- | -------------------------------------- | ----- | ------------------------------------------------- |
| 1  | Counterfeit                            | 4:48  | Three Dollar Bill, Yall$                          |
| 2  | Faith                                  | 2:26  | Three Dollar Bill, Yall$                          |
| 3  | Nookie                                 | 4:26  | Significant Other                                 |
| 4  | Break Stuff                            | 2:46  | Significant Other                                 |
| 5  | Re-Arranged                            | 5:54  | Significant Other                                 |
| 6  | N 2 Gether Now (feat. Method Man)      | 3:55  | Significant Other                                 |
| 7  | Take a Look Around                     | 5:19  | Chocolate Starfish and the Hot Dog Flavored Water |
| 8  | My Generation                          | 3:41  | Chocolate Starfish and the Hot Dog Flavored Water |
| 9  | Rollin’ (Air Raid Vehicle)             | 3:33  | Chocolate Starfish and the Hot Dog Flavored Water |
| 10 | My Way                                 | 4:33  | Chocolate Starfish and the Hot Dog Flavored Water |
| 11 | Boiler                                 | 5:44  | Chocolate Starfish and the Hot Dog Flavored Water |
| 12 | Eat You Alive                          | 3:57  | Results May Vary                                  |
| 13 | Behind Blue Eyes                       | 4:29  | Results May Vary                                  |
| 14 | Build a Bridge                         | 3:56  | Results May Vary                                  |
| 15 | Why                                    | 4:05  | zuvor unveröffentlicht                            |
| 16 | Lean on Me                             | 4:25  | zuvor unveröffentlicht                            |
| 17 | Home Sweet Home / Bittersweet Symphony | 3:51  | zuvor unveröffentlicht                            |

## Rezeption
| Professionelle Bewertungen | Professionelle Bewertungen |
| -------------------------- | -------------------------- |
| Kritiken                   |                            |
| Quelle                     | Bewertung                  |
| laut.de                    | [ 2 ]                      |
| allmusic                   | [ 3 ]                      |

Eberhard Dobler von laut.de bewertete das Album mit drei von möglichen fünf Punkten. Er bezeichnet es als „obligatorische Best Of“, da „genügend Tracks beisammen“ seien. Die drei neuen Stücke seien „melodischer Alternative-Rock“, bei denen sich Fred Durst „verstärkt als Sänger ausprobiert.“

## Kommerzieller Erfolg

### Chartplatzierungen und Singles
Das Best-of-Album stieg in den deutschen Charts bis auf Platz 25 und hielt sich sieben Wochen in den Top 100. In den Vereinigten Staaten erreichte das Album Rang 47 und verließ die Charts nach drei Wochen.
Als Single wurde Home Sweet Home / Bittersweet Symphony ausgekoppelt. Der Song erreichte in Deutschland Position 45 und hielt sich neun Wochen in den Top 100.

### Auszeichnungen für Musikverkäufe
Für mehr als 100.000 verkaufte Exemplare wurde Greatest Hitz in Deutschland 2011 mit einer Goldenen Schallplatte ausgezeichnet. 2023 erhielt das Album für über 300.000 Verkäufe Platin in Großbritannien.

| Land/Region                  | Auszeichnungen für Musikverkäufe (Land/Region, Auszeichnung, Verkäufe) | Verkäufe |
| ---------------------------- | ---------------------------------------------------------------------- | -------- |
| Australien (ARIA)            | Gold                                                                   | 35.000   |
| Deutschland (BVMI)           | Gold                                                                   | 100.000  |
| Neuseeland (RMNZ)            | Gold                                                                   | 7.500    |
| Vereinigtes Königreich (BPI) | Platin                                                                 | 300.000  |
| Insgesamt                    | 3× Gold · 1× Platin ·                                                  | 442.500  |

Hauptartikel: Limp Bizkit/Auszeichnungen für Musikverkäufe

## Greatest Videoz
Am gleichen Tag erschien auch eine DVD mit zwölf bis zu diesem Zeitpunkt veröffentlichten Musikvideos der Gruppe unter dem Namen Greatest Videoz.